# Krystynka
Krystynka est une localité polonaise de la voïvodie de Grande-Pologne et du powiat de Chodzież.

## Géographie

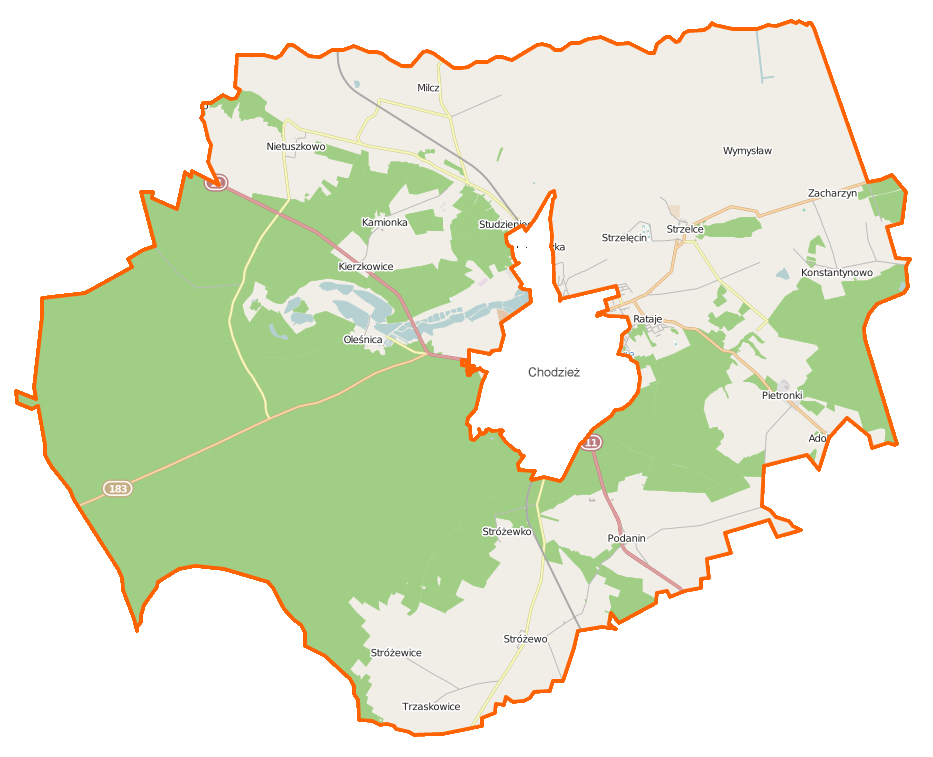
Carte de la gmina de Chodzież.